# Order of Australia

Order of Australia

Der Order of Australia ist ein Orden, der von Elisabeth II. als Königin von Australien am 14. Februar 1975 „mit dem Ziel der entsprechenden Würdigung von Australiens Bürgern und anderen Personen für außerordentliche Dienste“ eingeführt wurde. Die Ehrungen an Nicht-Australier werden „honorary awards“ genannt.
Der Orden ist in eine generell-zivile und eine militärische Klasse unterteilt und hat vier Stufen zuzüglich der Medaille:
- Knight oder Dame (AK oder AD; vergeben 1976–1986, 2014–Oktober 2015)
- Companion (AC)
- Officer (AO)
- Member (AM)
- Medal of the Order of Australia (OAM; seit 1976).

## Geschichte
Der Order wurde am 14. Februar 1975 durch Elisabeth II., Königin von Australien, und gegengezeichnet von Labor-Premierminister Gough Whitlam, eingeführt. Zuvor wurden auch den Australiern einzig britische Ehrungen zuteil. Ursprünglich gab es nur drei verschiedene Stufen: Companion (AC), Officer (AO) und Member (AM). Am 24. Mai 1976 wurde zusätzlich die Ordensklasse Knight (AK) bzw. Dame (AD) und die Medal of the Order of Australia (OAM) auf Ratschlag von Liberal-Party-of-Australia-Nachfolger Malcolm Fraser eingeführt.
Der Labor-Premierminister Bob Hawke schaffte die Ordensstufe Knight bzw. Dame 1986 jedoch wieder ab. Nach seiner Wahl am 3. März 1986 stimmte Königin Elisabeth dem zu, wobei die bisherigen Knights und Dames nicht betroffen waren.
Am 25. März 2014 wurde bekannt, dass die Klasse Knight bzw. Dame beginnend mit dem Jahr 2014 auf Veranlassung des liberalen Premierminister Tony Abbott wieder eingeführt werden würden. Die Zahl der Verleihungen ist auf vier pro Jahr beschränkt. Am Australia Day 2015 wurde unter anderem Prince Philip von Abbott zum Knight ernannt, was in Australien kontrovers diskutiert wurde. Für viele Australier, insbesondere für Anhänger der Labor Party, gilt die persönliche Ritterwürde, die mit dem Recht auf das Adelsprädikat Sir bzw. Dame vor dem Vornamen des Titelträgers einhergeht, als Relikt des British Empire und somit als rückschrittlich. Premierminister Malcolm Turnbull (ebenfalls ein liberaler Politiker) machte die Wiedereinführung der Ordensstufe Knight bzw. Dame durch seinen Amtsvorgänger daher Anfang November 2015 wieder rückgängig. Zwischen dem Datum der Wiedereinführung durch Abbott und der Abschaffung durch Turnbull wurde die Ordensstufe Knight bzw. Dame insgesamt fünfmal verliehen.
Ordenssouverän ist der jeweils amtierende Monarch, aktuell König Charles III., während der Generalgouverneur von Australien erster Knight und Kanzler des Ordens ist.
Der Order of Australia ist sehr ähnlich dem Order of Canada. Im Gegensatz zum kanadischen Orden wird der australische jedoch freier für die Ehrung von Nicht-Australiern verwendet. Während nur zwölf Nicht-Kanadier Mitglieder des Order of Canada sind, so sind es deutlich mehr Nicht-Australier beim Order of Australia.

## Verleihung

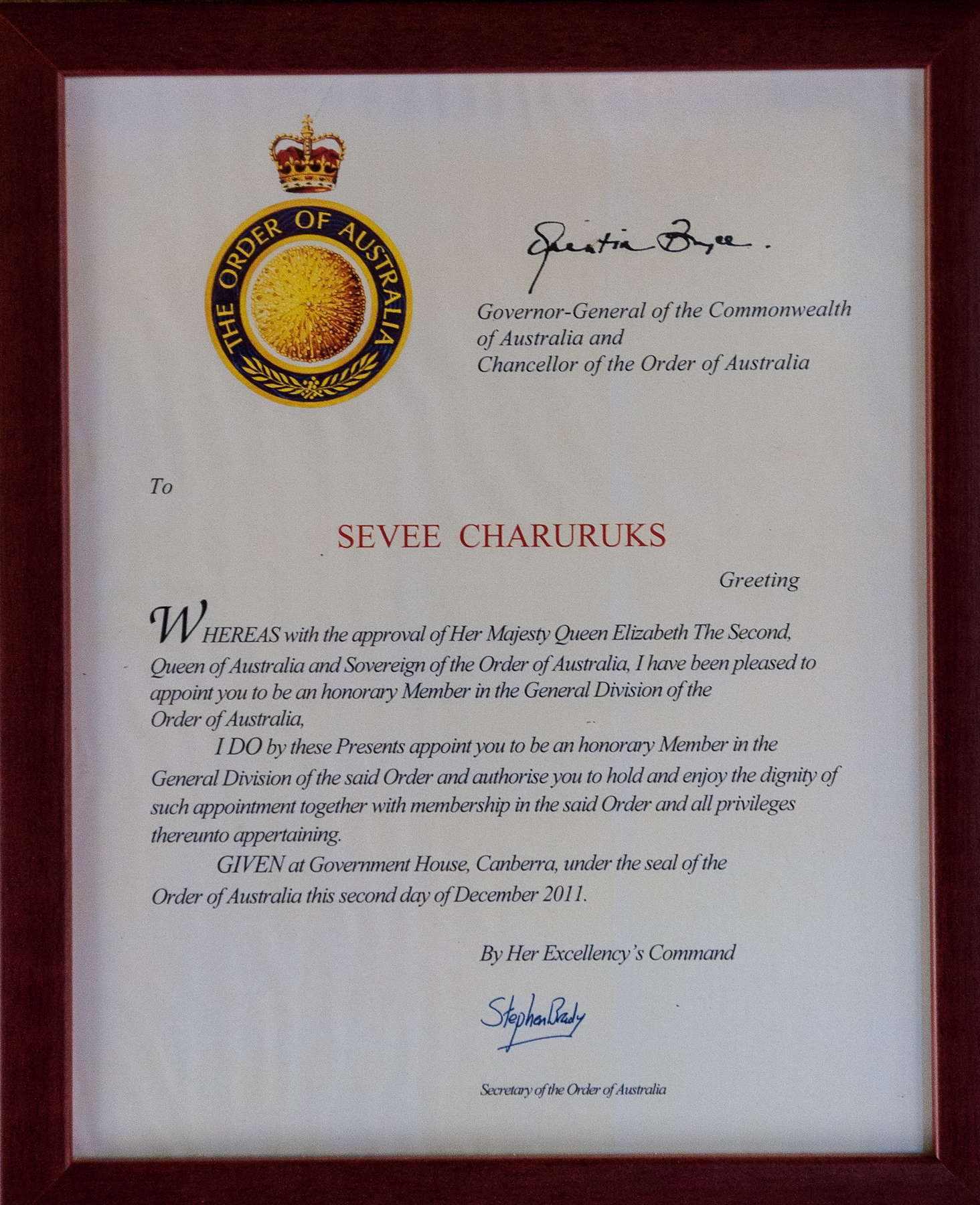
Ernennungsurkunde für Sevee Charuruks, AM, MBE für seine Verdienste um den Erhalt des Kundasang War Memorial

Während die Gouverneure der einzelnen Staaten nur die Ordensstufen Offizier und Mitglied sowie die Medal of the Order of Australia den Bürgern des eigenen Staates verleihen können, darf nur der Generalgouverneure von Australien eine Person zum Companion ernennen. Die Erhebung einer Person zum Knight bzw. zur Dame ist dem König von Australien vorbehalten, der auf Empfehlung des australischen Premierministers handelt.

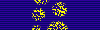
Bandschnalle der General Division

Die verschiedenen Ordensstufen werden aufgrund der unterschiedlichen Verdienste der Empfänger vergeben:
Knight (AK) bzw. Dame (AD)
für außergewöhnliche und besonders herausragende Verdienste des höchsten Grades um Australien oder die Menschheit.
Companion (AC)
für den höchsten Dienst um Australien oder die Menschheit.
Officer (AO)
für hervorgehobene Dienste um Australien oder die Menschheit.
Member (AM)
für Dienste an einem besonderen Ort/eine besondere Aufgabe für eine bestimmte Gruppe.
Medal of the Order of Australia (OAM)
für Dienste, die eine besondere Anerkennung Wert sind. – Als eine der Jüngsten erhielt die Weltumseglerin Jessica Watson 2012 diese Medaille.
Jeder australische Bürger kann jemanden für eine Ehrung nominieren. Die Nominierungen werden vom Order of Australia Council, frei von jeder politischen Einflussnahme, überprüft und dann an den Generalgouverneur weitergeleitet. Der Orden wird zwei Mal im Jahr vergeben: Am Nationalfeiertag, dem Australia Day, und am offiziellen Geburtstag des Monarchen.
Der Orden kann nicht postum vergeben werden; wenn jedoch ein Empfänger stirbt, nachdem er die Nominierung akzeptiert hat, aber noch nicht offiziell ernannt wurde, so bleibt die Ernennung bestehen und gilt ab dem Tod des Empfängers.
Im August 2009 starteten die katholischen Joseph-Schwestern aus Sydney eine Petition, in der sie die Verleihung des Honorary Companion of the Order of Australia an das Nachbarland Osttimor forderten. Begründet wird dies mit der Unterstützung der timoresischen Bevölkerung für australische Soldaten in der Schlacht um Timor während des Zweiten Weltkrieges.

## Ämter des Ordens
- Souverän: Charles III.
- Chancellor and Principal Knight: David Hurley (Generalgouverneur Australiens)
- Secretary: Stephen Brady CVO

## Knights und Dames
Vollständige Liste aller Knights und Dames geordnet nach Tag der Ernennung.
| Name                                                | Ernennung        | Tod               |
| --------------------------------------------------- | ---------------- | ----------------- |
| Sir John Kerr AK GCMG GCVO                          | 24. Mai 1976     | 24. März 1991     |
| Sir Robert Menzies KT AK CH QC                      | 7. Juni 1976     | 15. Mai 1978      |
| Sir Colin Syme AK                                   | 6. Juni 1977     | 19. Januar 1986   |
| Sir Zelman Cowen AK GCMG GCVO QC                    | 8. Dezember 1977 | 8. Dezember 2011  |
| Sir MacFarlane Burnet OM AK KBE                     | 26. Januar 1978  | 31. August 1985   |
| Dame Alexandra Hasluck AD                           | 6. Juni 1978     | 18. Juni 1993     |
| Dame Enid Lyons AD GBE                              | 26. Januar 1980  | 2. September 1981 |
| Charles, Prince of Wales KG KT GCB OM AK QSO PC ADC | 14. März 1981    |                   |
| Sir Roden Cutler VC AK KCMG KCVO CBE                | 7. April 1981    | 22. Februar 2002  |
| Sir Garfield Barwick AK GCMG                        | 8. Juni 1981     | 14. Juli 1997     |
| Sir Charles Court AK KCMG OBE                       | 14. Juni 1982    | 22. Dezember 2007 |
| Sir Ninian Stephen KG AK GCMG GCVO KBE QC           | 29. Juli 1982    | 29. Oktober 2017  |
| Sir Roy Wright AK                                   | 26. Januar 1983  | 28. Februar 1990  |
| Sir Gordon Jackson AK                               | 13. Juni 1983    | 1. Juni 1991      |
| Dame Quentin Bryce AD CVO                           | 25. März 2014    |                   |
| Sir Peter Cosgrove AK MC                            | 28. März 2014    |                   |
| Dame Marie Bashir AD, CVO                           | 9. Juni 2014     |                   |
| Philip, Duke of Edinburgh                           | 7. Januar 2015   | 9. April 2021     |
| Sir Angus Houston AK, AFC                           | 26. Januar 2015  |                   |

## Order of Australia Association
Am 26. Januar 1980 gründeten Empfänger des Order of Australia die Order of Australia Association. Diese Vereinigung soll das Andenken an die Mitglieder des Ordens aufrechterhalten und die Mitglieder in ihren Bestrebungen für die australische Kultur unterstützen. In jedem australischen Territorium bzw. Staat hat die Vereinigung einen Sitz.

## Ehrenmitglieder
Manchmal bekommen auch Nicht-Australier für außerordentliche Leistungen im Dienste der Menschheit die Auszeichnung des Order of Australia. Berühmte Empfänger sind:
- Honorary Companion:
  - Aung San Suu Kyi; Mutter Teresa; Jacques-Yves Cousteau; Nelson Mandela; Turgut Özal; Michel Rocard; Nicole Kidman; Dame Kiri Te Kanawa; Jørn Utzon und Rolf Zinkernagel
- Honorary Officer:
  - Ali Alatas; Edo de Waart; Mel Gibson; David Petraeus; Googie Withers; Alfred Morris, Baron Morris of Manchester; Clive Lloyd; Jerzy Toeplitz; Malcolm Williamson und James Wolfensohn.
- Honorary Member:
  - George Lascelles, 7. Earl of Harewood; Brian Lara; Christopher Weeramantry; Songkitti Jaggabatara.